# Associazione Alpina Accademica di Monaco di Baviera
L'Associazione Alpina Accademica di Monaco di Baviera, (abbreviazione: AAVM, in tedesco  Akademischer Alpenverein München), è un'associazione fondata nel 1892 da Albrecht Krafft von Dellmensingen per riunire tutti quegli alpinisti che avessero acquisito meriti speciali nell'arrampicata di montagna. Il suo obiettivo principale è quello di mantenere viva la tradizione dell'arrampicata alpina, dello sci alpinismo e delle escursioni su ghiaccio incoraggiando i giovani a transitare dalle palestre di arrampicata indoor alle montagne.

## Storia
Nel 1900 l'Associazione Alpina Accademica costruì il proprio rifugio nella catena montuosa dell'Hornbach, nelle Alpi della Lechtal, in Austria, dedicato alla figura dell'alpinista Hermann von Barth che rimase proprietà dell'Associazione fino al 1924 per poi essere venduta alla sezione di Düsseldorf del Club alpino tedesco e austriaco. Negli anni successivi alla prima guerra mondiale, l'Associazione Alpina Accademica divenne un circolo elitario di alpinisti capaci che svolsero ruoli importanti nelle spedizioni tedesche sui monti dell'Himalaya fino al 1938, sui monti Wetterstein, nelle Alpi orientali e occidentali, nella Corsica, nei Pirenei, nell'Africa orientale, nel Caucaso, nella Cordigliera dell'Ecuador e della Bolivia, nell'isola Spitsbergen e nell'Antartide.
Oltre al noto Paul Bauer, promotore delle spedizioni himalayane degli anni '20 e '30 del Novecento, tra i soci figuravano Josef Enzensperger, Adolf Schulze, Julius Brenner, Wilhelm Fendt, Willy Merkl, Peter Aufschnaiter, Eugen Allwein, Karl Wien, Willo Welzenbach, Hans Hartmann e Leo Maduschka. Nel 1925, l'Associazione Alpina Accademica contava quasi 300 membri, di cui 34 attivi e 250 anziani. Tra gli anziani figuravano stimati avvocati, dottori, professori e imprenditori, come Ernst von Siemens. Negli anni '30, Paul Bauer e Willo Welzenbach divennero leader rivali all'interno dell'Associazione Alpina Accademica: probabilmente le ragioni di ciò furono i loro successi alpinistici, ma anche le loro rispettive personalità. Nel 1934 Welzenbach prese parte alla seconda spedizione tedesca sul Nanga Parbat in Pakistan e vi morì travolto da una valanga di neve e ghiaccio.
L'Associazione Alpina Accademica dovette affrontare la crescente concorrenza della "Fondazione tedesca per l'Himalaya", fondata nel 1936 e sostenuta politicamente dal governo nazista. Questa rivalità divenne particolarmente evidente dopo la spedizione tedesca al Nanga Parbat del 1934 quando fu convocata una corte d'onore alpina che inquisì gli unici due sopravvissuti a questa tragedia, Peter Aschenbrenner ed Erwin Schneider. Lo scopo di questo procedimento era di chiarire la questione se i due alpinisti avessero violato il loro dovere di assistenza abbandonando gli altri membri della spedizione al loro destino.
Dalla fine della guerra e dalla rifondazione del Club Alpino Tedesco(DAV) nel 1952, le spedizioni furono organizzate principalmente dal gruppo di spedizione DAV o da sforzi individuali.
Oltre alle numerose escursioni in montagna e alle altre attività svolte negli anni successivi, è particolarmente degna di nota la spedizione di successo al monte Cho Oyu sull'Himalaya in occasione del centenario della fondazione del club nel 1992.

## L'Associazione
L'Associazione Alpina Accademica è diventata un club alpino con circa 80 soci e nel 1980 l'ammissione delle donne venne inclusa nello statuto. Importanti eventi annuali sono il "Pfingstgebrenzel", l'arrampicata e la festa della fondazione. L'associazione ha una sede a Monaco di Baviera, dove si tengono regolarmente riunioni e conferenze. L'Associazione gestisce anche il rifugio commemorativo, che si trova appena sopra lo Scharnitzjoch a 2.083 m nei monti del Wetterstein. Esso serve come base per regolari tour di arrampicata sulla vicina parete sud dello Schüsselkarspitze e per escursioni al Gehrenspitze.